# Vilske-Kleva församling
Vilske-Kleva församling var en församling i Skara stift och i Falköpings kommun. Församlingen uppgick 2010 i Floby församling.  

## Administrativ historik
Församlingen har medeltida ursprung. Namnet var före 12 april 1889 Kleva församling. Under medeltiden införlivades Sjögerås församling.
Församlingen var till 1768 moderförsamling i pastoratet Kleva, Ullene, Mårby och Hånger. Från 1768 till 1962 var den moderförsamling i pastoratet (Vilske-)Kleva, Ullene och Bjurum. Från 1962 till senast 1998 var den annexförsamling i pastoratet Gökhem, Marka, Sörby, Vilske-Kleva och Ullene. Åtminstone från 1998 ingick församlingen i Floby pastorat. Församlingen uppgick 2010 i Floby församling.

## Organister
| Period    | Namn            | Levnadstid | Övrigt   |
| --------- | --------------- | ---------- | -------- |
| 1852–1878 | Ture Söderqvist | 1828–1878  | Organist |

## Kyrkor
- Vilske-Kleva kyrka